# Bloodwraith
Bloodwraith is een metalband uit België. De band is opgericht door Daffie in 2005.

## Oprichting
Bloodwraith was gestart door Daffie als een soloproject, maar hij wilde het ook op het podium brengen. Hij begon toen met enkele vrienden te repeteren in 2005. Bloodwraith geeft een mix van death/black/doom/thrashmetal, hun eerste album “The Inner Side Of Death” werd uitgebracht in 2005. Het tweede album, Exhibit Of The Ill Fated werd uitgebracht in november 2007. In 2008 kwam drummer Marco (ex-Exterminator) bij de band. In 2009 verliet Marco de band, en ook Wim stopte ermee, Na lange tijd zoeken had Bloodwraith een nieuwe drummer, Niels.

## Leden

### Huidige Leden
- Daffie: gitaar, screams & grunts (sinds 2005)
- Tom: basgitaar (sinds 2009)
- Sandro: gitaar (sinds 2009)
- Niels: drums (sinds 2009)

### Voormalige bandleden
- Ezra: screams
- Dani-hell (Daniel): basgitaar (2005-2007)
- Dennie: screams (...-2007)
- Marco: drums (2008-2009)
- Wim: gitaar (2005-2009)
- Nick: basgitaar (2007-2009)
- Fafa: grunts & screams(2005-2010)

## Discografie
- The Inner Side Of Death(2005)
- Exhibit Of The Ill Fated (2007)